# زمین‌لرزه ۱۹۵۶ نیکاراگوئه
زمین‌لرزه نیکاراگوا  در تاریخ ۲۴ اکتبر ۱۹۵۶ میلادی، برابر با ‎۲ آبان ۱۳۳۵، ساعت ۱۴:۴۲:۱۶ به زمان یوتی‌سی در نیکاراگوا ، منطقه دپارتمان ماناگوا رخ داد. ژرفای این زلزله ۳۵ کیلومتر بود. بزرگی آن ۷٫۲ در مقیاس Mw اعلام شده‌است. زمین‌لرزه به وقت محلی در روز چهارشنبه، ساعت ۸ روی داده و منطقه زمانی آن یوتی‌سی -۶ بوده‌است .